# Arma Christi
Оръдията на страстта или Оръдия Христови (на латински: Arma Christi – „Оръжия Христови“) са група предмети в християнската символика, свързани със Страстите Христови.
Използвани са често в християнското изобразително изкуство, особено през Късното Средновековие. В различни интерпретации броят на предметите варира, като достига до 20, сред които най-важните са Животворен кръст, Трънен венец, Копие на Лонгин.